# Marcus Bakker

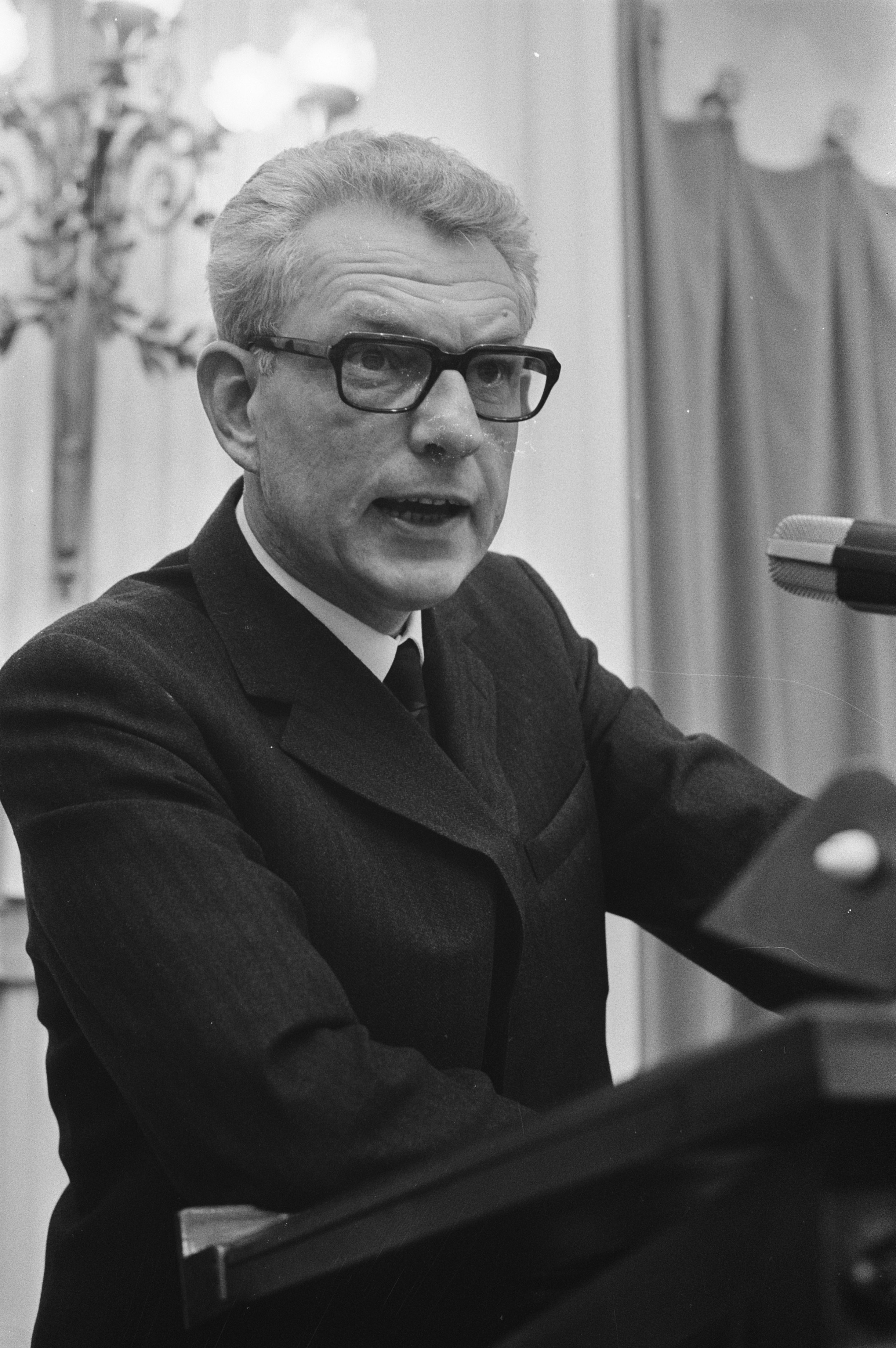
Marcus Bakker (1972)

Marcus Bakker (* 20. Juni 1923 in Zaandam; † 24. Dezember 2009 ebenda) war ein niederländischer Journalist und Politiker (Kommunistische Partei der Niederlande (CPN)).

## Biografie
Bakker entstammte einer politisch engagierten Familie aus dem Umfeld der Sozial-Demokratische Arbeiterpartei (SDAP), der Vorgängerin der heutigen Partij van de Arbeid (PvdA). Während der deutschen Besatzung der Niederlande schloss er sich 1943 der kommunistischen Widerstandsbewegung sowie der CPN an.
Unmittelbar nach der Befreiung durch die alliierten Streitkräfte wurde er bereits 1945 Mitglied des Parteivorstands der CPN und 1947 auch von dessen Exekutivvorstand. In dieser Funktion gehörte er 1951 neben dem von ihm bewunderten Parteivorsitzenden Paul de Groot (1899–1986) zu den maßgeblichen Autoren des Wahlprogramms der CPN. Darin wurde Josef Stalin der „Größte Feldherr aller Zeiten“ genannt, was die enge Anbindung der Partei an die KPdSU verdeutlichte.
1953 erfolgte seine Ernennung zum Chefredakteur der Parteizeitung De Waarheid und damit zum jüngsten Chefredakteur der Niederlande. Während seiner bis 1958 dauernden Tätigkeit gab die Zeitung am 6. März 1953 zum Tode Stalins eine Extraausgabe heraus. Nachdem „De Waarheid“ während des Ungarischen Volksaufstands die Haltung der UdSSR und der KPdSU mittrug, wurde sie deswegen aus dem Tageszeitungsverband NDP Nieuwsmedia ausgeschlossen und es kam zum Versuch das Parteihaus Felix Meritis, in dem auch die Druckerei der Waarheid beheimatet war, zu stürmen. Auch in anderer Hinsicht setzte sich die Zeitung unter seiner Leitung von anderen niederländischen Medien ab. Während der Greet-Hofmans-Affäre war sie die einzige Tageszeitung, die sich der Selbstzensur der niederländischen Zeitungen nicht beugte und über diese berichtete.
1956 wurde er als Vertreter der CPN zum Abgeordneten der Zweiten Kammer der Generalstaaten, dem Unterhaus des niederländischen Parlaments, gewählt und gehörte diesem bis 1982 an.
Von 1963 bis 1982 war Bakker als Nachfolger de Groots nicht nur Fraktionsvorsitzender der CPN in der Zweiten Kammer, sondern neben dem Parteivorsitzenden de Groot auch der eigentliche politische Führer der Partei. Nach dem Bruch der engen Bindung mit der KPdSU 1963 profilierte sich die CPN als linke parlamentarische Alternative, die nach den 1972 errungenen sieben Abgeordnetenmandaten auch über die Beteiligung an der Regierung nachdachte.
Allerdings wurde die Wahlkampagne (Van Agt eruit, de CPN erin; zu deutsch: „Van Agt raus, die CPN rein“) bei den Wahlen 1977 gegen die Katholieke Volkspartij (KVP) unter Dries van Agt vom amtierenden Ministerpräsidenten und Vorsitzenden der PvdA, Joop den Uyl, als so aggressiv angesehen, dass dieser eine Koalition mit der CPN ausschloss und damit trotz der Stellung als größte Fraktion auf eine Regierungsbildung verzichtete. Die CPN selbst erlitt eine empfindliche Wahlniederlage und errang 1977 lediglich zwei Parlamentssitze. Als de Groot daraufhin die Schuld neben Bakker auch anderen führenden Politikern der CPN wie dem neuen Parteivorsitzenden Henk Hoekstra (1924–2009) und den Brüdern Jaap und Joop Wolff zuwies, kam es zur ersten, aber auch einzigen Auseinandersetzung zwischen Bakker und de Groot.
Nach der Auflösung der CPN war er von 1991 bis 1999 Mitglied der neugegründeten Partei GroenLinks. Er verließ die Partei im Streit über die Einschätzung der Operation der NATO gegen Jugoslawien 1999, die er im Gegensatz zur Parteilinie ablehnte.

## Werke
- Wissels. Bespiegelingen zonder berouw. De Haan, Weesp, Provinz Nordholland 1983, ISBN 90-228-3698-3 (Autobiografie)